# St. Willibald (Langenaltheim)

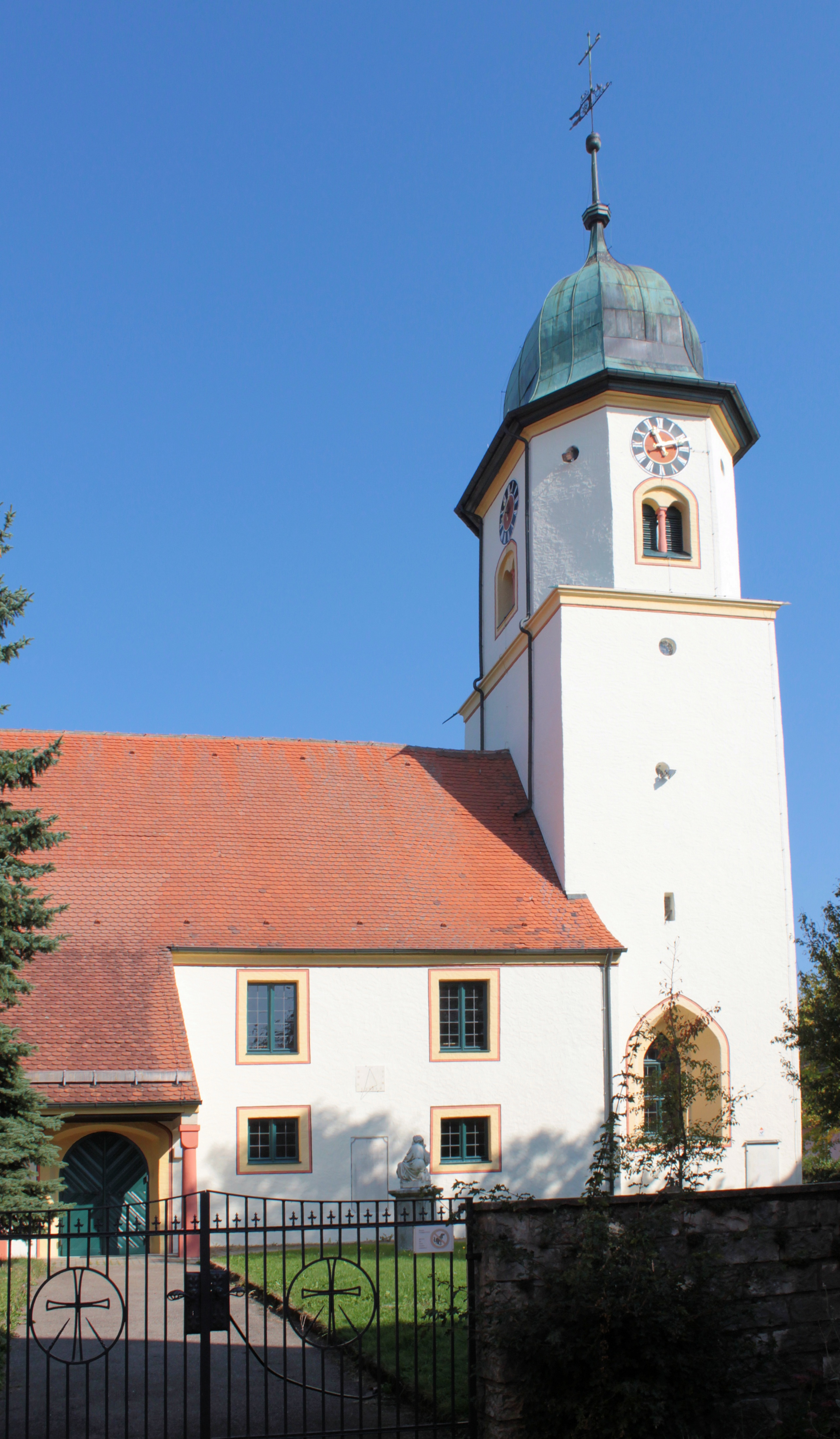
Südseite der St.-Willibald-Kirche

Die St.-Willibalds-Kirche ist eine evangelische Kirche in Langenaltheim im mittelfränkischen Landkreis Weißenburg-Gunzenhausen. Die Chorturmkirche hat die Adresse Kirchengasse 5.

## Geschichte
Zwischen 1057 und 1075 wurde die Vorgängerkirche erstmals erwähnt. 1607 bis 1608 wurde die Kirche nach Plänen von Giacomo Righetti vollständig neu gebaut. Das frühbarocke Kirchengebäude wurde im Dreißigjährigen Krieg beschädigt. 1657 bekam die Kirche ein neues Dach in Form einer welschen Haube. 1717 wurde die Westempore und 1732 die Südempore eingebaut. 1938/39 wurde während einer Renovierung die Südvorhalle mit einem Wappen der Pappenheimer Marschälle angebaut. Der Kirchturm ist oktogonal.
Die Malereien stellen an der Kanzel Himmelfahrt Christi, Christus am Ölberg (1738), an der Empore Christus und die vier Evangelisten (1608) und Christus und die zwölf Apostel dar. Eine neue Orgel wurde im Jahr 2000 von der Firma Lutz aus Feuchtwangen installiert, die das Prospekt der Steinmeier-Orgel von 1756 wieder verwendete. Die Stuckdecke ist von 1695. Die Taufschüssel aus Zinn mit ihren Verzierungen wurde um 1650 geschaffen.
Im aufgelassenen Kirchhof befindet sich ein Grabdenkmal von 1871. In die Kirchhofmauer sind mehrere Grabsteine aus dem 19. Jahrhundert eingelassen.